# John Browning (Pianist)

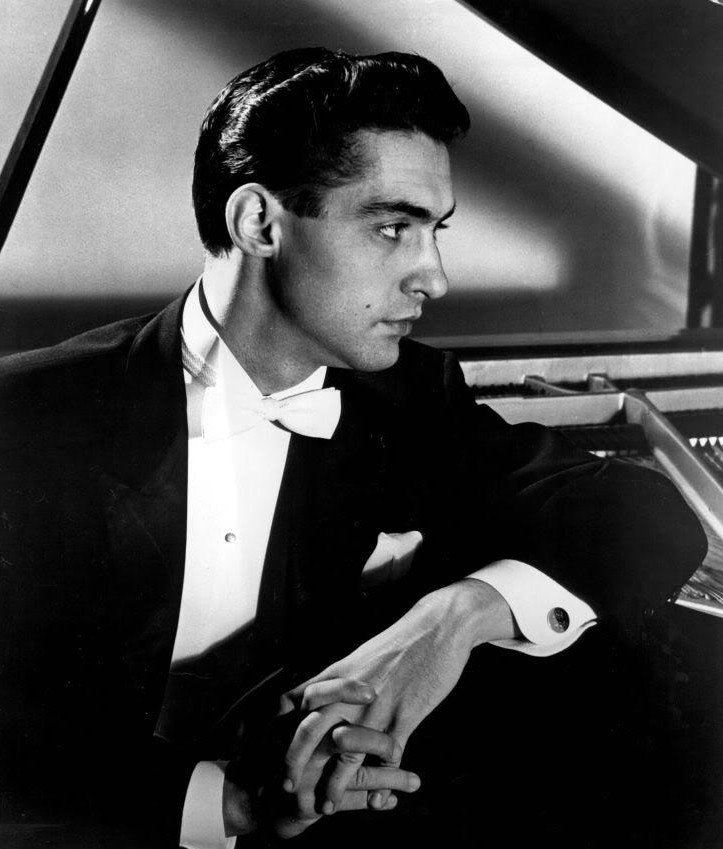
John Browning (1966)

John Browning (* 23. Mai 1933 in Denver, Colorado; † 26. Januar 2003 in Sister Bay, Wisconsin) war ein US-amerikanischer Pianist.

## Leben
John Browning besaß musikalische Eltern, seine Mutter war selbst Pianistin und Schülerin von Theodor Leschetizky. Als Fünfjähriger begann sein Klavierunterricht, als Zehnjähriger trat er erstmals öffentlich als Solist auf (mit dem Denver Symphony Orchestra). 1945 übersiedelte die Familie nach Los Angeles, wo er an das dortige Occidental College kam. Später nahm er an Sommerkursen bei Josef und Rosina Lhévinne teil und kam 1950 auf Einladung Rosina Lhévinnes an die Juilliard School nach New York. Zu seinen dortigen Studienkollegen zählte Van Cliburn.
1954 gewann Browning den Steinway Award, 1955 den Leventritt Competition und 1956 den Zweiten Preis beim Concours Musical Reine Elisabeth in Brüssel. Es folgte eine internationale Solistenkarriere; Browning gab rund 100 Konzerte im Jahr, arbeitete mit zahlreichen amerikanischen Orchestern zusammen und war an wichtigen Festivals beteiligt, etwa Tanglewood und Ravinia Festival. 1965 konnte Browning auch auf einer Tournee durch die Sowjetunion große Erfolge feiern.
Bei Brownings professionellem Orchesterdebüt 1956 mit der New York Philharmonic unter Dimitri Mitropoulos wurde der Komponist Samuel Barber auf ihn aufmerksam und schrieb sein Klavierkonzert op. 38 – mit dem Barber 1963 den Pulitzer-Preis gewann – speziell im Hinblick auf Brownings technische Fähigkeiten. Dieser hob das Werk unter dem Dirigat von Erich Leinsdorf 1962 im Rahmen der Einweihung des New Yorker Lincoln Centers aus der Taufe und spielte es zweimal ein. Die zweite Aufnahme von 1991 (mit Leonard Slatkin und dem Saint Louis Symphony Orchestra) brachte Browning einen Grammy Award als bester Instrumentalsolist mit Orchester ein. Ein weiterer Grammy folgte 1993 mit der Einspielung von Soloklavierwerken von Barber.
In den 1970er-Jahren zog sich Browning künstlerisch zurück, trat jedoch im letzten Jahrzehnt seines Lebens wieder vermehrt auf. John Browning verstarb im Alter von 69 Jahren an Herzversagen.
Brownings Repertoire reichte vom Barock mit Bach und Scarlatti über Mozart, Chopin, Liszt und Brahms bis ins 20. Jahrhundert und umfasste auch amerikanische Zeitgenossen wie Samuel Barber (der ihm mehrere Werke widmete), Ned Rorem und Richard Cumming.